# Физика и техника полупроводников
«Физика и техника полупроводников» (ФТП) — ежемесячный научный журнал, издаётся с января 1967 года. Основные тематики статей и кратких сообщений: аморфные полупроводники, микро- и наноструктуры, дефекты и примеси, легирование и имплантация, радиационные эффекты, эпитаксия и рост тонких плёнок, зонная структура полупроводников, транспортные явления, эффекты туннелирования, прикладные аспекты материаловедения, физика полупроводниковых приборов.
Учредители журнала: Российская академия наук, Отделение физических наук Российской академии наук, Физико-технический институт имени А. Ф. Иоффе Российской академии наук (ФТИ РАН). Журнал зарегистрирован Министерством печати и информации Российской Федерации. Регистрационный номер 0110160 от 4 февраля 1993 года.
Главные редакторы журнала: проф. С. М. Рывкин с 1967 по 1982 гг.; академик Ж. И. Алфёров с 1982 по 1991 гг.; академик В. И. Перель с 1991 по 2007 гг.; академик Р. А. Сурис с 2008 по 2022 гг.; членкор РАН, директор ФТИ С. В. Иванов с 2023 г. по настоящее время.
В состав редакционного совета и редакционной коллегии, не считая главреда, входят 11 членов РАН (на 2023 год). Электронная почта редколлегии: semicond@mail.ioffe.ru.
Периодичность выхода журнала «Физика и техника полупроводников» в свет: ежемесячно, 12 выпусков в год и один дополнительный выпуск с английским переводом избранных статей из журнала «Известия высших учебных заведений. Электроника». Наряду с изданием журнала в бумажном виде в глобальной сети имеются полнотекстовые электронные версии статей на русском языке.
Статьи из журнала «Физика и техника полупроводников» переводятся на английский язык. Издатель англоязычной версии журнала: Pleiades Publishing Ltd. Английская версия журнала под названием «SEMICONDUCTORS» выходит в свет одновременно с русской. Английская версия журнала распространяется по миру официальным дистрибьютором компанией «Springer Science+Business Media». До 1993 года английская версия журнала под названием «Soviet Physics SEMICONDUCTORS» и в период 1993-2000 гг. под названием «SEMICONDUCTORS» издавалась и распространялась «Американским институтом физики» («The American Institute of Physics»).
ISSN печатной версии на английском языке: 1063-7826.
Журнал принимает статьи на русском и английском языках. Статьи, поступившие в журнал на английском языке, полностью публикуются в отдельных выпусках англоязычной версии журнала «Semiconductors». В журнале «Физика и техника полупроводников» помещаются только аннотации таких статей.

## Области физики и техники полупроводников, освещаемые в журнале
- атомная структура и неэлектронные свойства полупроводников
- электронные и оптические свойства полупроводников
- полупроводниковые структуры, границы, поверхность
- низкоразмерные системы
- аморфные, стеклообразные, пористые, органические, микрокристаллические полупроводники, полупроводниковые композиты
- физика полупроводниковых приборов
- изготовление, обработка, тестирование материалов и структур